# Tiêu, Túc Châu
Tiêu (chữ Hán giản thể: 萧县, âm Hán Việt: Tiêu huyện) là một huyện của địa cấp thị Tú Châu, Cộng hòa Nhân dân Trung Hoa. Huyện này có mã số bưu chính 235200. Về mặt hành chính được chia ra thành 18 trấn, 5 hương. Các đơn vị này lại được chia ra thành 708 thôn hành chính.
Quận này nằm ở rìa phía bắc của An Huy, từng thuộc quản lý của Từ Châu. Huyện này một trong những nơi phát triển thư pháp, được mệnh danh là quê hương thư pháp, với các nhà thư pháp như Lưu Khai Cừ, Lý Khả Nhiễm, Tiêu Long Sỹ, Chu Đức Quần. Huyện này cũng nổi tiếng với rượu Bồ Đào. Long Cương Sơn tại Công viên rừng quốc gia Hoàng Tạng Dục là nơi Hán Cao Tổ từng đến lánh nạn. 